# Miconia mirabilis
Espèce
Synonymes
Selon Tropicos (24 septembre 2024)
- Abrophaes mirabilis (Aubl.) Raf.
- Acinodendron floridum (DC.) Kuntze
- Acinodendron guianense Kuntze
- Chitonia fothergilla (Desr.) D. Don
- Diplochita florida DC.
- Diplochita fothergilla (Bonpl.) DC.
- Diplochita rosea Macfad.
- Fothergilla guianensis Aubl.
- Fothergilla mirabilis Aubl. - Basionyme
- Lieutautia mirabilis (Aubl.) Buc'hoz
- Melastoma compressum Vahl
- Melastoma fothergilla Desr.
- Melastoma tamonea Sw.
- Miconia florida (DC.) Naudin
- Miconia fothergilla (Desr.) Naudin
- Miconia guianensis (Aubl.) Cogn.
- Miconia guianensis var. ovalis Cogn.
- Miconia guianensis var. vulgaris Cogn.
- Tamonea fothergilla (Desr.) O.F. Cook & G.N. Collins
- Tamonea guianensis Aubl.

Selon GBIF (24 septembre 2024)
- Abrophaes mirabilis (Aubl.) Raf.
- Acinodendron floridum (DC.) Kuntze
- Acinodendron guianense (Aubl.) Kuntze
- Chitonia fothergilla (Desr.) D.Don
- Chitonia mirabilis D.Don
- Diplochita florida DC.
- Diplochita fothergilla (Desr.) DC.
- Diplochita rosea Macfad.
- Fothergilla guianensis Aubl., 1775
- Fothergilla mirabilis Aubl. - Basionyme
- Lieutautia mirabilis (Aubl.) Buc'hoz, 1779
- Melastoma compressum Vahl
- Melastoma fothergilla Desr.
- Melastoma fothergilla Kunth
- Melastoma fothergilla var. lanceolatum Bonpl., 1811
- Melastoma fothergilla var. ovalis Bonpl., 1811
- Miconia florida (DC.) Naudin
- Miconia fothergilla (Desr.) Naudin
- Miconia guianensis (Aubl.) Cogn.
- Miconia guianensis Aubl.
- Miconia guianensis var. ovalis (Rich.) Cogn.
- Miconia guianensis var. vulgaris Cogn.
- Tamonea fothergilla (Desr.) O.F.Cook & G.N.Collins
- Tamonea guianensis Aubl.

Miconia mirabilis est une espèce de plantes à fleurs de la famille des Melastomataceae.
Il est connu dans les Guyanes sous les noms de Waraia (Arawak), Itaraballi (Arawak), Piemplsi (Caribe), Mispel (Suriname), Wakaladang (Arawak).

## Description
Miconia mirabilis est un arbre haut de 5 à 20 m. 
Les rameaux, la face inférieure des feuilles, les inflorescences et les bractées sont modérément à complètement couverts de minuscules poils stellaires ou lépidotes-stellaires.
Les limbes sont elliptiques à ovales-elliptiques, à apex progressivement acuminé, à base aiguë à arrondie, mesurant généralement 10-15 × 4-7 cm, minces-rigides et entiers, la surface supérieure glabre, la surface inférieure à l'aisselle des nervures primaires généralement barbelée de façon éparse avec des poils jusqu'à 1 mm de long, basalement à 5(7) nervures (rarement obscurément à nervures)
Les pétioles sont généralement longs de 2,5-5 cm. 
Le panicule est le plus souvent long de 9-12 cm, submultiflore.
Les fleurs sont 5(6)-mères sur des pédicelles longs de 2-5 mm, soustendues par une paire de bractées caduques largement elliptiques à obovale-elliptiques longues de 5-8(-15) mm, disposées en ombelles sur les ramifications terminales.
L'hypanthium glabre mesure 3-4,2 mm de long.
Le calice est long de 1-1,8 mm et lobé ondulé de 0,4-0,6 mm.
Les dents externes sont obscures et complètement adnées.
Le torus est à l'intérieur modérément polu-soyeux.
Les pétales sont blancs, mesurant 7-9 × 2,5-3,5 mm, étroitement obovales-oblongs, pruineux-granuleux.
Les étamines sont légèrement dimorphes, généralement glabres, avec des thèques longues de 6-8 mm, subulées et avec un petit pore incliné ventralement, le connectif n'est pas prolongé.
Le stigmate est capitellé.
Le style est basalement peu stellulé-pubuleux et glandulaire-sétuleux
L'ovaire est 3(4-5)-loculaire, apicalement modérément stellulé-pubuleux,.

## Répartition
Miconia mirabilis est présent du Mexique au sud-est du Brésil en passant par le Costa Rica, les Antilles, Colombie, le Venezuela, le Guyana, le Suriname, la Guyane, et le Pérou amazonien.

## Écologie
Miconia mirabilis pousse au Venezuela dans les forêts sempervirentes de plaine à montagne, à 50-1 300(-1 600) m d'altitude, et ailleurs principalement dans les forêts humides de plaine.
La phénologie de sa reproduction a été étudiée au Brésil.
Ses feuilles abritent des champignons endophytes,.
Miconia mirabilis est la plante hôte de coléoptères en Guadeloupe.
La chimie de ses feuilles et de son bois a été analysée dans les Caraïbes.
Miconia mirabilis fleurit après le passage de cyclones en Guadeloupe.

## Protologue

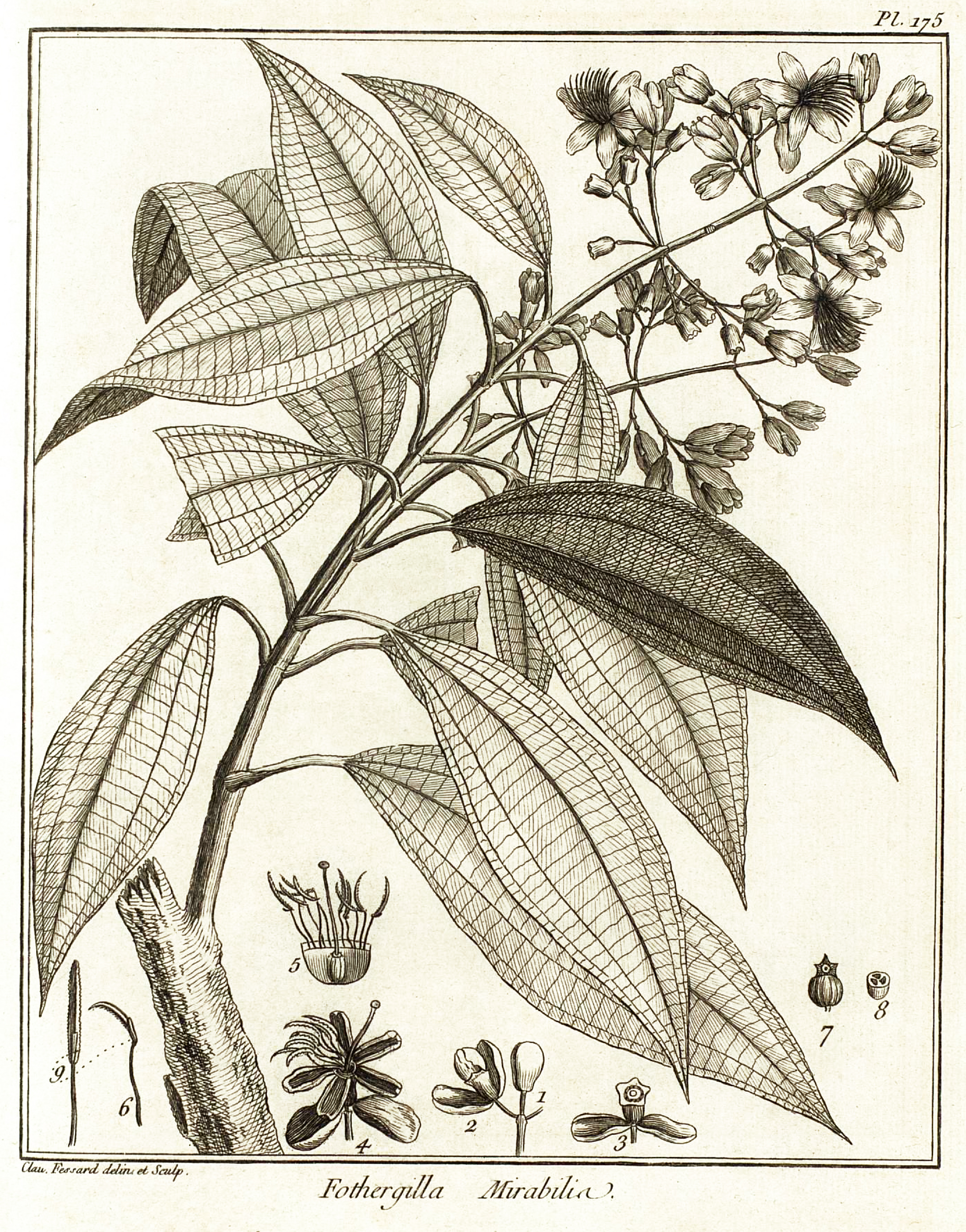
Miconia mirabilis par Aublet (1775)1. Bouton de fleur renferme entre deux écailles. - 2. Bouton & fleur & les deux écailles vus ſéparément. - 3. Calice. Deux écailles. - 4. Fleur épanouie. - 5. Calice ouvert. Étamines. Ovaire, Style. Stigmate. - 6. Étamines. - 7. Baie. - 8. Baie coupée en travers. - 9. Glande qui eſt à la baſe de l’anthère de l’étamine.

En 1775, le botaniste Aublet a décrit Miconia mirabilis et en a proposé le protologue suivant : 

« FOTHERGILLA mirabilis. (Tabula 175.)
Arbor mediocris, trunco quadri aut quinque-pedali, in ſummitate ramoſo ; ramis & ramulis nodoſis, tetragonis, angulis obtuſis. Folia oppoſita, quinque-nervia, ovato-oblonga, acuta, integenima, ſuperne è flavo virentia, infernè tomentoſa, ſubrufeſcentia, petiolata. Flores racemoſi, terminales, racemulis oppoſitis.
Florebat, fructumque ferebat Julio.
Habitat in ſylvis Caiennæ & Guianæ.

LE FOTHERGILLE admirable de la Guiane. (PLANCHE 175.)
Cet arbre eſt de moyenne grandeur ; ſon tronc s'élève & quatre à cinq pieds, & ſon diamètre eſt d'environ quatre à cinq polices eſt couvert d'une écorce griſe; ſon bois eſt blanc, caſſant. & l'extrémité du tronc naiſſent de longues branches rameuſes, rougeâtres, à quatre angles obtus, & garnis de feuilles deux à deux, oppoſées, & diſpoſées en croix ; elles ſont liſſes, ovales, terminées par une longue pointe, d'un verd jaunâtre en deſſus, & couvertes en deſſous d'un léger duvet de couleur fauve, marquées de cinq nervures longitudinales, de pluſieurs tranſverſales intermédiaires ; les plus grandes ont ſix à ſept pouces de longueur, & trois de largeur. Leur pédicule eſt long d'un pouce, creuſé en gouttiere ſur ſa face ſupérieure, & convexe en deſſous. 
Les fleurs ſont portées ſur de grandes grappes éparſes qui terminent les branches & les rameaux. 
Le calice eſt couvert à ſa baſe de deux petites feuilles ou écailles échancrées ; il eſt en forme de cloche, arrondi par ſa baſe, évaſé à ſon limbe, qui eſt un feuillet rougeâtre à cinq dentelures obtuſes. 
Les pétales ſont au nombre de cinq, ovales, légèrement échancrés, de couleur blanche, attachés par un onglet jaune ou rouge entre les dentelures du calice. 
Les étamines, au nombre de dix, ſont rangées ſur un diſque au deſſous de l'inſertion des pétales. Leurs filets ſont jaunes, applatis, longs de cinq lignes, & portent une anthère de même longueur, au bas de laquelle eſt un corps glanduleux, long d'une ligne, place extérieurement ; cette anthère eſt à deux bourſes, dont chacune s'ouvre en deux valves. 
Le piſtil eſt un ovaire arrondi, ſurmonté d'un style qui eſt garni de poils de diſtance en diſtance, & terminé par un stigmate arrondi, large & mouſſe. 
L'ovaire, conjointement avec le calice, devient une baie peu ſucculente, partagée en trois loges par des cloiſons membraneuſes, & remplie de semences menues. 
Le ſuc des feuilles s'applique avec ſuccès ſur les piquures faites par les épines des poiſſons. 
Cet arbre étoit en fleur & en fruit au mois de Juillet, lorſque je l'obſervois dans l'Iſle de Caïenne. Je l'ai auſſi rencontre dans mes voyages en parcourant l'intérieur de la Guiane. »

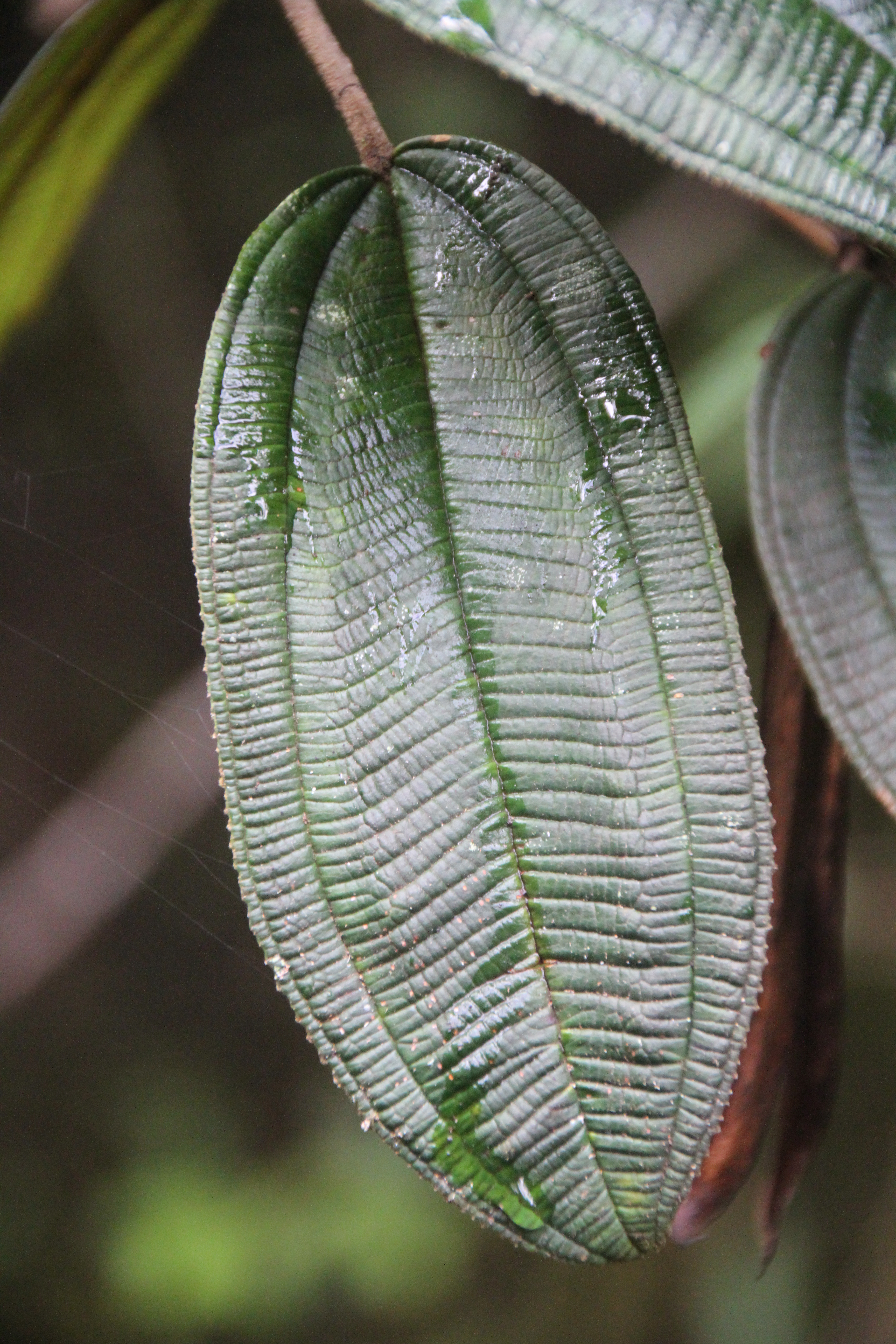
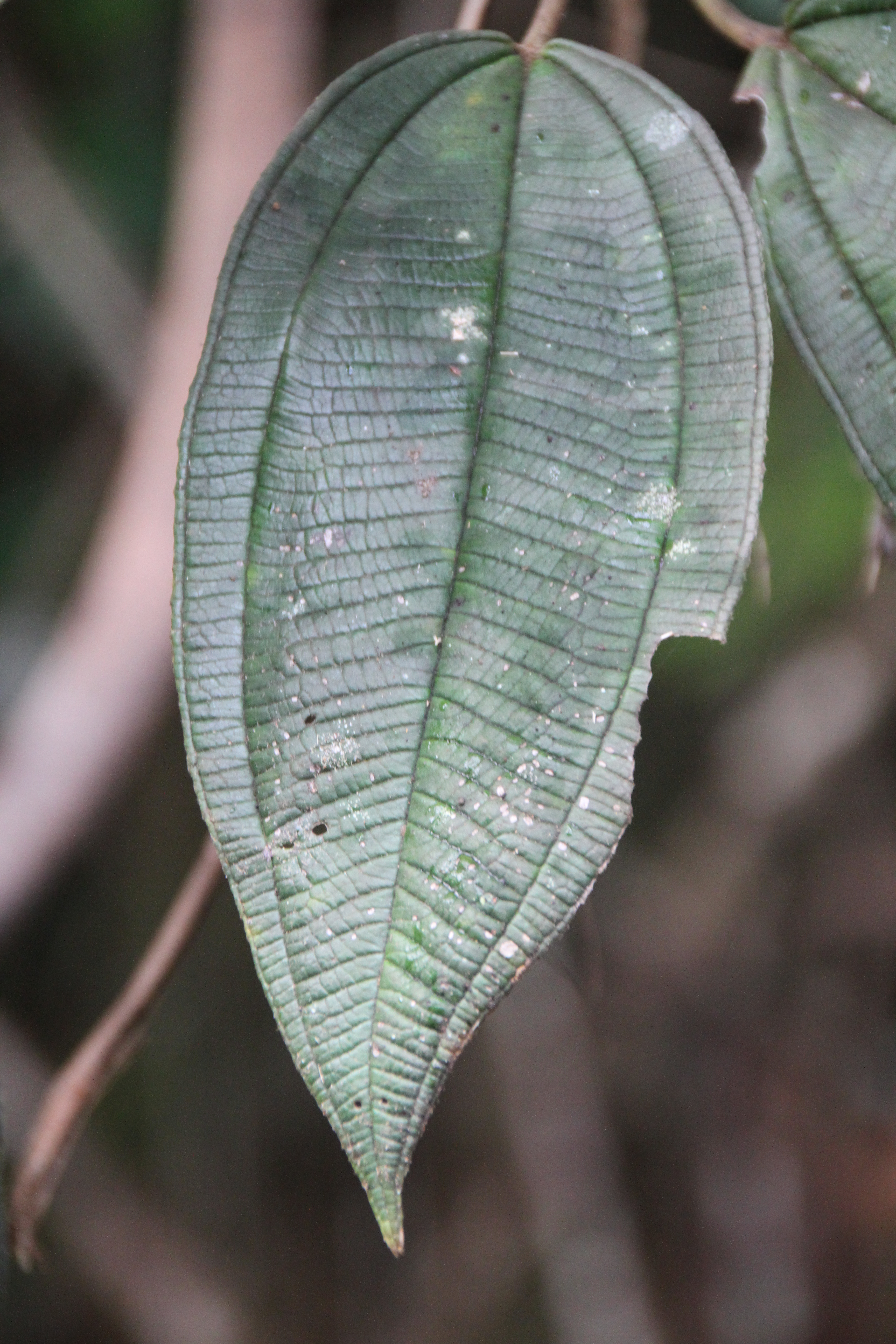
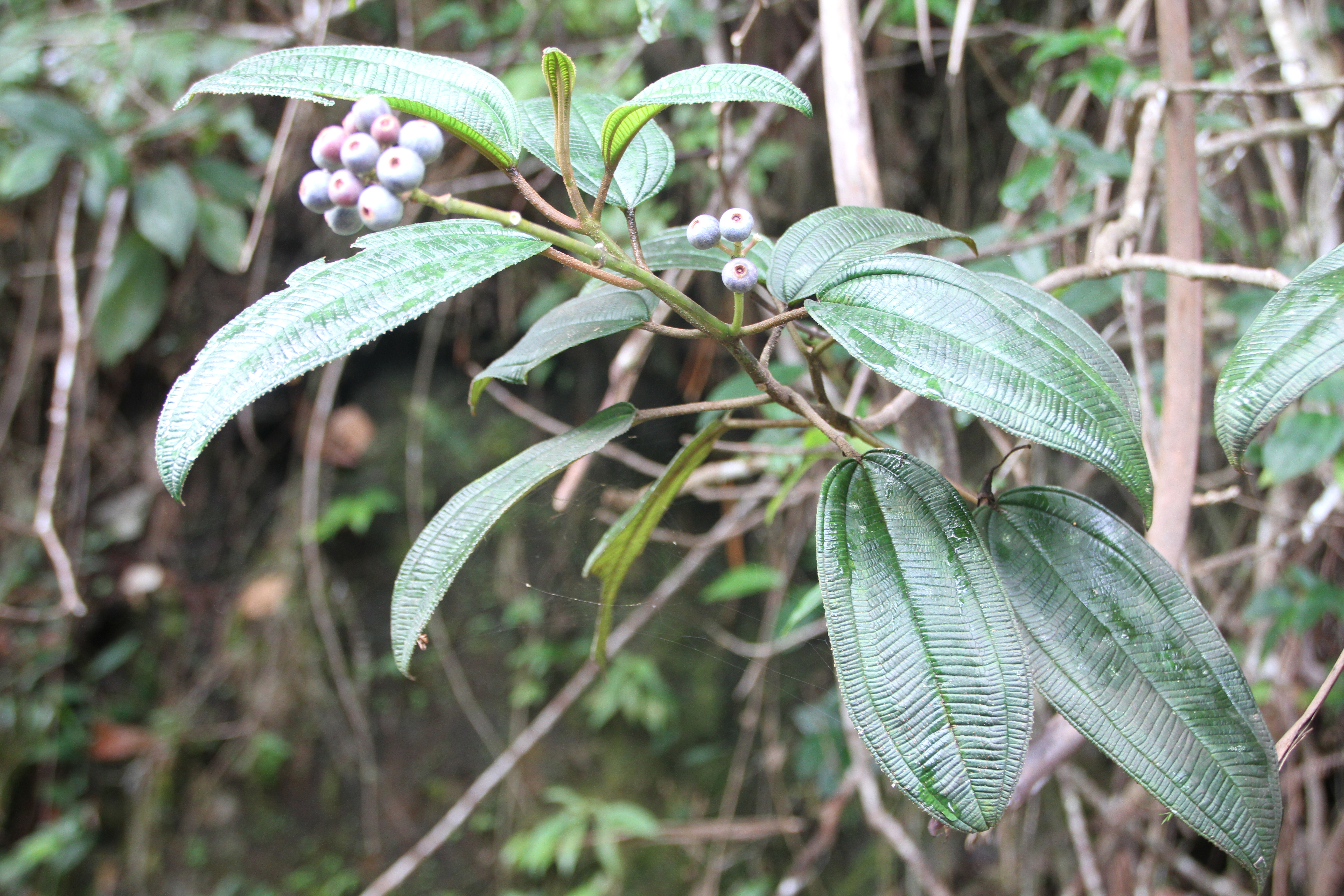

— Fusée-Aublet, 1775.